# Bartramia microstoma
Bartramia microstoma är en bladmossart som beskrevs av Mitten 1869. Bartramia microstoma ingår i släktet äppelmossor, och familjen Bartramiaceae. Inga underarter finns listade i Catalogue of Life.